# Fujie Eguchi
Fujie Eguchi (江口 冨士枝, Nagasaki, 18 november 1932 – 28 mei 2021) was een Japans voormalig tafeltennisster. Ze werd in 1957 wereldkampioene enkelspel en won datzelfde jaar samen met haar landgenoot Ichiro Ogimura het wereldkampioenschap gemengd dubbel. De Japanse verlengde die laatste titel twee jaar later met opnieuw Ogimura aan haar zijde.
Eguchi werd in 1997 opgenomen in de ITTF Hall of Fame.

## Loopbaan
Het duo Eguchi/Ogimura was in Stockholm 1957 het eerste Aziatische (en dus ook Japanse) koppel dat wereldkampioen in het gemengd dubbelspel werd. Daarnaast was zij één jaar na haar landgenote Tomi Ōkawa pas de tweede wereldkampioene enkelspel uit Azië. Eguchi versloeg in de finale de Engelse Ann Haydon.
Voor Eguchi kwam de dubbelslag tijdens haar vierde deelname aan de wereldkampioenschappen. Op haar eerste WK in Wembley 1954 won ze als lid van de Japanse ploeg al de wereldtitel voor landenploegen. Ook bereikte ze samen met Yoshio Tomita dat jaar haar eerste gemengd dubbel-finale, maar verloor daarin van het Tsjechoslowaaks-Hongaarse koppel Ivan Andreadis/Gizella Lantos-Gervai-Farkas. Na in Utrecht 1955 ook tweede geworden te zijn met de Japanse ploeg, zocht Eguchi nog drie keer met zilver de kleedkamer op. Samen met Kiiko Watanabe verloor ze in Tokio 1956 de WK-finale voor damesdubbels van het Roemeense koppel Angelica Adelstein-Rozeanu/Ella Constantinescu-Zeller. In 1959 verloor Eguchi in de eindstrijd haar wereldtitel in het enkelspel aan Kimiyo Matsuzaki. In de finale damesdubbel verloor ze dat jaar juist samen met Matsuzaki van hun landgenoten Taeko Namba en Kazuko Ito-Yamaizumi.

## Erelijst
- Wereldkampioene enkelspel 1957
- Wereldkampioene gemengd dubbel 1957 en 1959 (beide samen met Ichiro Ogimura)
- Winnares WK landenteams 1954, 1957 en 1959 (met Japan)
- Winnares Aziatische Spelen 1958 dubbelspel (met Kazuko Ito-Yamaizumi)
- Winnares Aziatische Spelen 1958 gemengd dubbel (met Ichiro Ogimura)
- Winnares Aziatische Spelen 1958 landentoernooi (met Japan)
- Japans kampioene enkelspel 1954, 1956 en 1957